# Piscataway

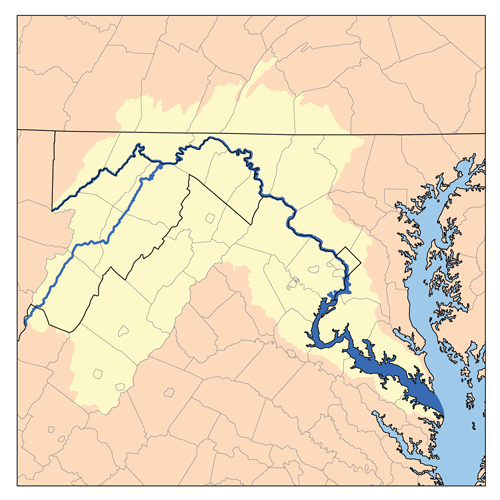
Localização dos povos

Os Piscataway eram nativos indígenas norte-amerianos, com origem, provável, em 2500 a. c., que ocupavam  parte de Maryland, entre  o rio Potomac e a baía de Chesapeake, estendendo-se ao norte a Patapsco, incluindo o atual Distrito de Columbia.

## Histórico
A história dessa tribo começou a ser registrada em 1606, quando o capitão John Smith, vindo da Virginia, navegou, subindo o Rio Potomac, atingindo diversos de seus povoados, incluindo Nacochtank, onde foram melhor recebidos. Esse povoamento foi destruído em 1622 por pilhadores da Virgínia, sendo reconstruído mais tarde.
Em 25 de março de 1634, inicia-se a catequese católica, com o estabelecimento de relações amigáveis com Kittamaquund, o grande chefe dos Piscataway, líder de diversas ramificações indígenas locais, como as de Yacomoco, Potopaco (Port Tobacco), Patuxent, Mattapanient (Mattapony), Mattawoman e Nacochtank (Anacostia, do latim).

## Costumes
Cultivavam o milho, abóboras e uma espécie de tabaco. Tinham a pele escura, estatura alta, com corpos musculosos e bem proporcionados. Pintavam-se com cores berrantes de diversos padrões. Vestiam-se com trajes sumários e as crianças permaneciam despidas. Possuíam temperamento amigável, acreditavam nos bons e maus espíritos e cultuavam o fogo.

## Declínio
As agressões do branco e as guerras e perseguições dos Iroqueses, deram ensejo a uma lenta migração para o norte, estacionando por determinado período ao longo de Susquehanna, até 1765, quando assentaram perto de Chenango, atualmente, Binghamton, em Nova Iorque, já em reduzido número. 